# ساوانا (جورجیا)
ساوانا (به انگلیسی: Savannah) یکی از شهرهای ایالت جورجیا آمریکاست و در جنوب آن واقع است.

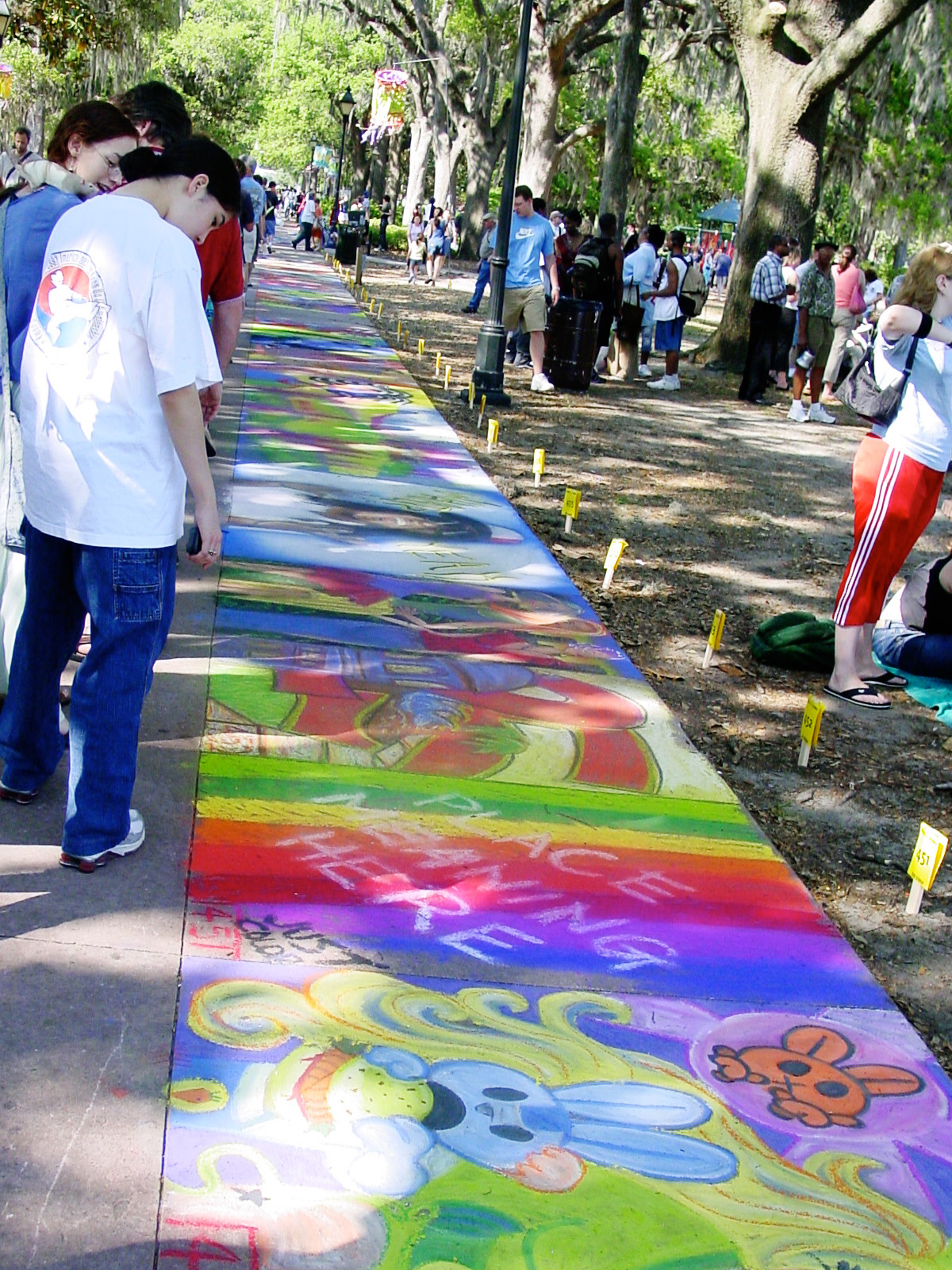
فستیوال هنرهای پیاده‌رویی در ساوانا

این شهر در ۱۷۳۳ تأسیس شد.